# Hope Solo
Hope Amelia Solo (sinh ngày 30 tháng 7 năm 1981) là một thủ môn bóng đá nữ người Mỹ và là ngôi sao bóng đá quốc tế, cô cùng đội tuyển nữ Mỹ từng đạt huy chương vàng tại Thế vận hội Mùa hè 2008. Với những màn trình diễn ấn tượng cùng tinh thần không chịu khuất phục tại Giải vô địch bóng đá nữ thế giới 2011, thủ môn Hope Solo trở thành thần tượng thể thao mới trong lòng người dân Mỹ.

## Thi đấu
Hope Solo thi đấu dũng cảm với nhiều pha bay người cứu bóng ngoạn mục như người nhện cô cao 1,75m này dũng mãnh như một con báo và phản xạ nhanh như điện xẹt, kỹ năng cản phá bóng của cô có thể sánh với Tim Howard
Hope Solo từng góp công mang về cho tuyển Mỹ chiếc huy chương vàng Olympic 2008 nhưng cô không được nhiều người yêu mến bởi tính khí nóng nảy. Cô từng bị cựu huấn luyện viên Greg Ryan đuổi khỏi đội tuyển tại World Cup 2007 vì chê bai huấn luyện viên và thủ môn kỳ cựu Briana Scurry do không được bắt trận tứ kết. Hope Solo còn công khai chỉ trích trọng tài lẫn ban tổ chức Giải bóng đá nhà nghề Mỹ vì không bằng lòng với cách điều khiển của trọng tài. Nhưng tại World Cup 2011, Hope Solo thật sự là người hùng của tuyển Mỹ. Cô phản xạ tuyệt vời trong những pha bóng nguy hiểm.
Năm 2012, Hope Solo bị Cơ quan chống doping Mỹ (USADA) cảnh báo rằng khi xét nghiệm nước tiểu của cô gần đây cho kết quả dương tính với chất cấm Canrenone. Tuy nhiên Hpoe Solo đã chấp nhận cảnh báo và tuyên bố vẫn sẽ chơi cho đội tuyển bóng đá nữ của Mỹ tại Olympic 2012.
Sau khi tuyển Mỹ bị Thụy Điển loại tại tứ kết Olympic Rio 2016 (thua loạt luân lưu 3-4) mất cơ hội bảo vệ HCV, thế là thủ thành huyền thoại Hope Solo 35 tuổi đã thóa mạ tuyển Thụy Điển. Hope Solo cho rằng đội Thụy Điển đã chơi thứ bóng đá hèn nhát, “dựng đê” cao trước cầu môn. Tuy nhiên, phát biểu mang tính lăng nhục đối phương của Hope Solo đã vi phạm quá nhiều điều của “quy chế đạo đức VĐV” của IOC lẫn FIFA. Và Hope Solo đã bị trừng phạt khi bị FIFA treo giò sáu tháng vì những phát biểu xúc phạm đối phương.

## Đời tư
Bên cạnh sự nghiệp cầu thủ bóng đá, Hope đã bắt đầu xuất hiện nhiều trên các chương trình truyền hình và quảng cáo. Trước khi xuất hiện trên ESPN, nữ danh thủ này rất gây ấn tượng khi xuất hiện trong các game show truyền hình như "Bước nhảy hoàn vũ" hay "Vui cùng nước Mỹ".

## Danh hiệu

### Trung học
- Parade Magazine All-American: 1997, 1998
- Washington State Championship: 1998

### Đại học
- NSCAA All-American: 2000, 2001, 2002
- Pac-10 Selection: 1999, 2000, 2001, 2002

### Câu lạc bộ
- WPS Goalkeeper of the Year: 2009

### Quốc tế

#### Đội tuyển bóng đá nữ quốc gia Hoa Kỳ
- Olympic: Huy chương vàng (2008, 2012)
- Vòng loại bóng đá nữ CONCACAF: Vô địch (2008, 2012, 2016)
- Giải vô địch bóng đá nữ thế giới: Vô địch (2019), Á quân (2011)
- Cúp Algarve: 2005, 2007, 2008, 2010, 2011, 2013, 2015
- SheBelieves Cup: 2016
- Four Nations Tournament: 2006, 2007, 2008
- CONCACAF Women's Gold Cup: 2006, 2014